# Подвигаловка (Тамбовская область)
Подвигаловка — село в Кирсановском районе Тамбовской области России. Входит в состав Соколовского сельсовета.

## География
Село находится в восточной части Тамбовской области, в лесостепной зоне, в пределах Окско-Донской равнины, на берегах ручья Липовый (бассейн реки Малый Ломовис), на расстоянии примерно 33 километров (по прямой) к северо-западу от города Кирсанова, административного центра района. Абсолютная высота — 186 метров над уровнем моря.
Часовой пояс
Село Подвигаловка, как и вся Тамбовская область, находится в часовой зоне МСК (московское время). Смещение применяемого времени относительно UTC составляет +3:00.

## Население
| 2010 |
| ---- |
| 156  |

Половой состав
По данным Всероссийской переписи населения 2010 года в гендерной структуре населения мужчины составляли 50 %, женщины — соответственно также 50 %.
Национальный состав
Согласно результатам переписи 2002 года, в национальной структуре населения русские составляли 95 % из 275 чел.

## Улицы
Уличная сеть села состоит из пяти улиц и одного переулка.